# Gran Turismo (album)
Pour les articles homonymes, voir Gran Turismo (homonymie).
Albums de The Cardigans
First Band on the Moon
(1996) Long Gone Before Daylight
(2003)
Gran Turismo est le quatrième album studio du groupe de pop rock suédois The Cardigans, sorti en Europe le 1er octobre 1998 et en novembre 1998 aux États-Unis.

## Liste des pistes
1. Paralyzed (Nina Persson, Peter Svensson) – 4:54
2. Erase/Rewind (Persson, Svensson) – 3:35
3. Explode (Persson, Svensson) – 4:04
4. Starter (Persson, Svensson) – 3:49
5. Hanging Around (Persson, Svensson) – 3:40
6. Higher (Persson, Svensson) – 4:32
7. Marvel Hill (Persson, Magnus Sveningsson, Svensson) – 4:16
8. My Favourite Game (Persson, Svensson) – 3:36
9. Do You Believe (Persson, Svensson) – 3:19
10. Junk of the Hearts (Persson, Sveningsson, Svensson) – 4:07
11. Nil (Lars-Olof Johansson) – 2:18

## Singles
- My Favourite Game (10 octobre 1998, #14 UK)
- Erase/Rewind (28 février 1999, #7 UK)
- Hanging Around (17 juillet 1999, #17 UK)
- Gran Turismo Overdrive EP (The Cardigans remixed by Naid) (19 novembre 1999, sorti en dehors de l'Angleterre)

## Charts, awards et certifications

### Album
- Swedish Top 100 Albums: #1 dès le début (Suède)[1].
- UK Top 200 Albums: #8, 92 semaines dans le top 200 (Angleterre).
- Billboard Top 200 Albums: #151 (États-Unis)[2].
- Grammy Award 1998 : Album of the Year et Pop/Rock Group of the Year (album de l'année et groupe pop/rock de l'année).
- Disque d'or en Suède.
- Disque de platine en Angleterre.
- Vente certifiée de plus de 3 millions de copies dans le monde.

### Singles
- Swedish Top 100 Singles: "My Favourite Game"; #3, "Erase/Rewind"; #12[1].
- UK Top 75 Singles: "My Favourite Game"; #14, "Erase/Rewind"; #7, "Hanging Around"; #17.
- Billboard Modern Rock Tracks: "My Favourite Game"; #16[3].
- Canadian Singles Chart: "My Favourite Game"; #19.

## Titre de l'album
Le nom de l'album est expliqué par le groupe dans une édition spéciale sur la piste 15 : « Le titre peut être interprété de beaucoup de façons mais je crois que l'on a seulement pensé à quelques titres que l'on aimait » dit Nina, « nous avons parlé d'avoir un titre en français ou en italien et Gran Turismo est sorti et ça sonnait vraiment bien et, vous savez, je considère parfois la musique comme du tourisme, un voyage. Donc, pour moi, Gran Turismo est une façon de décrire la musique ou de passer du temps avec la musique » dit Peter, « et je pense aussi que le titre convient extrêmement bien à cet album parce qu'il parle d'essayer de trouver sa place dans le monde. Je pense que l'on peut toujours comparer "vivre" à "être un touriste dans le monde" », conclut Nina.

## Reprises
- My Favourite Game est la chanson d'ouverture du jeu vidéo de course Gran Turismo 2. Dans la version européenne, la chanson est un remix.
- Erase/Rewind est présente dans le générique de fin du film Passé Virtuel.
- Erase/Rewind est également utilisée dans le film Collège Attitude avec Drew Barrymore, il s'agit de la chanson d'ouverture du bal de fin d'année sur laquelle dansent seuls le roi et la reine.
- Erase/Rewind est également utilisée dans une vidéo sur le snowboard Double Decade, lors de la partie concernant Devun Walsh.
- My Favourite Game a été utilisée dans un film sur l'équipe de skateboard Almost, Almost: Round Three, dans la partie concernant Chris Haslam.

## Sources et Références
- (en) Cet article est partiellement ou en totalité issu de l’article de Wikipédia en anglais intitulé « Gran Turismo (album) » (voir la liste des auteurs).

1. 1 2  "". SwedishCharts.com. Accessed 8 juillet 2009.
2. ↑  "". Billboard.com. Accessed 8 juillet 2009.
3. ↑  "". Billboard.com. Accessed 8 juillet 2009.